# Emilio Lascano Tegui
Emilio Lascanotegui (dit "vicomte de Lascano Tegui") était un homme de lettres et diplomate argentin, né à Concepcion del Uruguay le 19 mai 1887, et mort à Buenos Aires le 23 avril 1966.

## Biographie
Né d’un père argentin aux ascendances basques et d'une mère uruguayenne, Emilio Lascanotegui a passé son enfance à San Telmo, le plus vieux quartier de Buenos Aires. 
Il a affirmé avoir étudié le droit à Buenos Aires, à la suite de quoi le politicien Juan Jose Frugoni l’a engagé comme conférencier pour le Parti Radical argentin. Il écrivit des discours publics entre 1905 et 1907,  puis partit en 1908 dans un voyage au long cours à travers l'Europe et l'Afrique du Nord, en tant que traducteur pour l'Union postale universelle. 
Après avoir travaillé comme journaliste et écrit deux volumes de poésie, il décida en 1909 de changer son nom de famille d'origine basque en le scindant en deux et de s'octroyer le titre fictif de vicomte.  Il signe son premier livre, l'ombre de l’empuse, peu de temps après, en mai 1910.
En 1914, il s’installe à Paris, où il s’adonne à la peinture, écrit des rapports et des essais pour les journaux argentins, se lie avec Apollinaire, Picasso, Modigliani, Cocteau, Marie Vassilieff, Kisling, Kiki, Foujita, Zadkine…  et finit par étudier la technologie dentaire, pour travailler à plein temps comme dentiste. 
En 1923, il entre au service diplomatique de son pays, devenant chancelier de deuxième classe sur la recommandation de Marcelo T. de Alvear. Il quitte la France en 1936 pour devenir consul à Caracas, puis à Los Angeles en 1940.
De retour en Argentine en 1944, il écrit dans un magazine de bande dessinée et adhère au Proa - un groupe d’écrivains argentins.
Il vécut ses dernières années à Buenos Aires, où il est mort le 23 avril 1966, en laissant de nombreux articles et une douzaine de livres, qui ont été salués pour leur modernisme. 
Les informations peu nombreuses et contradictoires qu’il aimait à donner de lui-même, les nombreux métiers qu’il a déclaré avoir occupé tout au long de sa vie (conservateur de musée, peintre, décorateur, mécanicien, rentier, brocanteur, dentiste...) rendent obscur le parcours d'Emilio Lascano-Tegui, mais les travaux des écrivains et traducteurs Walter Boehlich (de) et Dietrich Lückoff (de) (1957-2014), ont contribué à faire connaitre cette figure excentrique du panthéon littéraire argentin,.

## Œuvres
- La sombra de la Empusa, París, 1910

- Blanco…, poèmes, sous le pseudonyme Rubén Dario (fils), Buenos Aires, 1911

- El árbol que canta..., poèmes, Buenos Aires: Tierras de Marco Polo, 1912.

- De la elegancia mientras se duerme, 1925.
  - Français : Élégance des temps endormis (Le Dilettante, 1994) [5],[6]

- El libro celeste, Buenos Aires: Viau & Zona, 1936.
  - Français : Le Livre céleste (Vrin, 2011)

- Álbum de familia, Buenos Aires: Viau & Zona, 1936.
  - Français : Album de famille (éditions Circé, 2008)

- Muchacho de San Telmo, Buenos Aires: Guillermo Kraft, 1944